# Antonio Agudelo
Pour les articles homonymes, voir Agudelo.
Agudelo  Gómez est un nom espagnol. Le premier nom de famille, en général paternel, est Agudelo ; le second, en général maternel, souvent omis, est Gómez.
José Antonio Agudelo Gómez, né à Don Matías (département d'Antioquia) le 7 août 1959, est un ancien coureur cycliste colombien. Sa victoire d'étape lors du Tour d'Espagne 1985 reste son principal fait d'armes sur le circuit européen. Il participe également à la victoire de l'équipe Café de Colombia dans le Tour de l'Avenir 1985. Pendant que son coéquipier Martín Ramírez remporte le classement général, lui s'adjuge une étape et la cinquième place finale.

## Repères biographiques
Au lendemain d'une étape qui a vu la victoire de Pedro Delgado aux lacs de Covadonga, la septième étape du Tour d'Espagne 1985 se déroule sur une distance de 190 kilomètres. Elle relie Cangas de Onís (Asturies) à la station de sports d'hiver d'Alto Campoo, en Cantabrie. La première moitié du parcours se déroule dans les plaines asturiennes puis les coureurs abordent les contreforts de la corniche cantabrique. La journée se termine par l'ascension de deux cols de première catégorie. Dans le premier, à vingt-cinq kilomètres de l'arrivée, le Colombien Samuel Cabrera attaque et provoque l'éparpillement des coureurs. Au sommet, il a trente-neuf secondes d'avance sur l'Écossais Robert Millar, puis viennent ensuite un compatriote de Cabrera, Francisco Rodríguez, l'Espagnol Pello Ruiz Cabestany et Antonio Agudelo. Millar, à neuf kilomètres de l'issue de l'étape, provoque une nouvelle sélection à l'avant du peloton et les cinq hommes se retrouvent en échappée. L'Écossais effectue toute l'ascension finale, en tête du groupe, sans recevoir de soutien. Cabrera parait le plus en difficulté mais tente de finir seul. Il attaque à 1500 mètres du but. Millar réplique sèchement et seul Ruiz Cabestany peut le suivre. Agudelo revient sur lui, avec un temps de retard. Le groupe se réunit à nouveau. Les coureurs s'attaquent à tour de rôle pour tenter de finir en solitaire. Un peu après la flamme rouge, Rodríguez tente de surprendre ses compagnons. Seul Cabrera ne peut répondre. Millar contre violemment et semble avoir course gagnée lorsqu'il faiblit. Agudelo, alors, troisième, au moment de l'accélération, s'élance, double Ruiz Cabestany et dépasse le Britannique dans le dernier hectomètre. Agudelo s'adjuge, ainsi, la première victoire colombienne sur le Tour d'Espagne. Le journaliste d'El Mundo Deportivo le définit, lors de sa victoire, comme un coureur émacié, à l'aise dans les ascensions roulantes, à faible pourcentage.
Quelques mois plus tard, il est au départ, avec sa formation, du 23e Tour de l'Avenir. La huitième étape mène les coureurs de Foix à la station de sports d'hiver de Guzet-neige, sur une distance de 143,5 kilomètres. Quatre cols de première catégorie sont au programme et voient la supériorité des Colombiens. Dans le Col de Péguère, un trio se forme avec Éric Salomon et deux Sud-américains, Samuel Cabrera et Antonio Agudelo. Les trois montent l'ultime ascension vers Guzet-neige, groupés. Agudelo démarre à moins de deux cents mètres de la ligne d'arrivée, pour disposer de ses deux compagnons d'échappée et remporter l'étape.
Non conservé par l'équipe Café de Colombia, il cherche en vain à participer au Clásico RCN 1990.
Arrivé au Canada pour travailler en 2003, dix-sept ans plus tard il y résidait toujours.

## Équipes
- Amateur :
  - 1984 :  Colombie - Piles Varta
- Professionnelles[9] :
  - 1985 :  Piles Varta - Café de Colombia - Mavic
  - 1986 :  Teka
  - 1987 :  Piles Varta - Café de Colombia
  - 1988 :  Café de Colombia
  - 1989 :  Café de Colombia - Mavic

## Palmarès
- Tour d'Espagne
  - 1 victoire d'étape en 1985.
- Tour de Colombie
  - 2 victoires d'étape en 1981 et en 1983[10].
- Tour de l'Avenir
  - 1 victoire d'étape en 1985.
- Tour du Costa Rica
  - Vainqueur du classement général en 1983[11].
- Vuelta a la Independencia Nacional
  - Vainqueur du classement général en 1982 et en 1984.

## Résultats sur lesgrands tours

### Tour de France
3 participations.
- 1984 : 19e du classement général.
- 1985 : hors-délai lors de la 8e étape.
- 1986 : 33e du classement général.

### Tour d'Espagne
4 participations.
- 1985 : abandon lors de la 18e étape[12] et victoire dans la 7e étape.
- 1986 : abandon lors de la 15e étape.
- 1988 : 44e du classement général.
- 1989 : 92e du classement général.

### Tour d'Italie
Aucune participation.

## Résultats sur les championnats

### Championnats du monde professionnels
2 participations.
- 1985 : abandon.
- 1986 : 45e au classement final[13].